# تورفین کارلسفنی

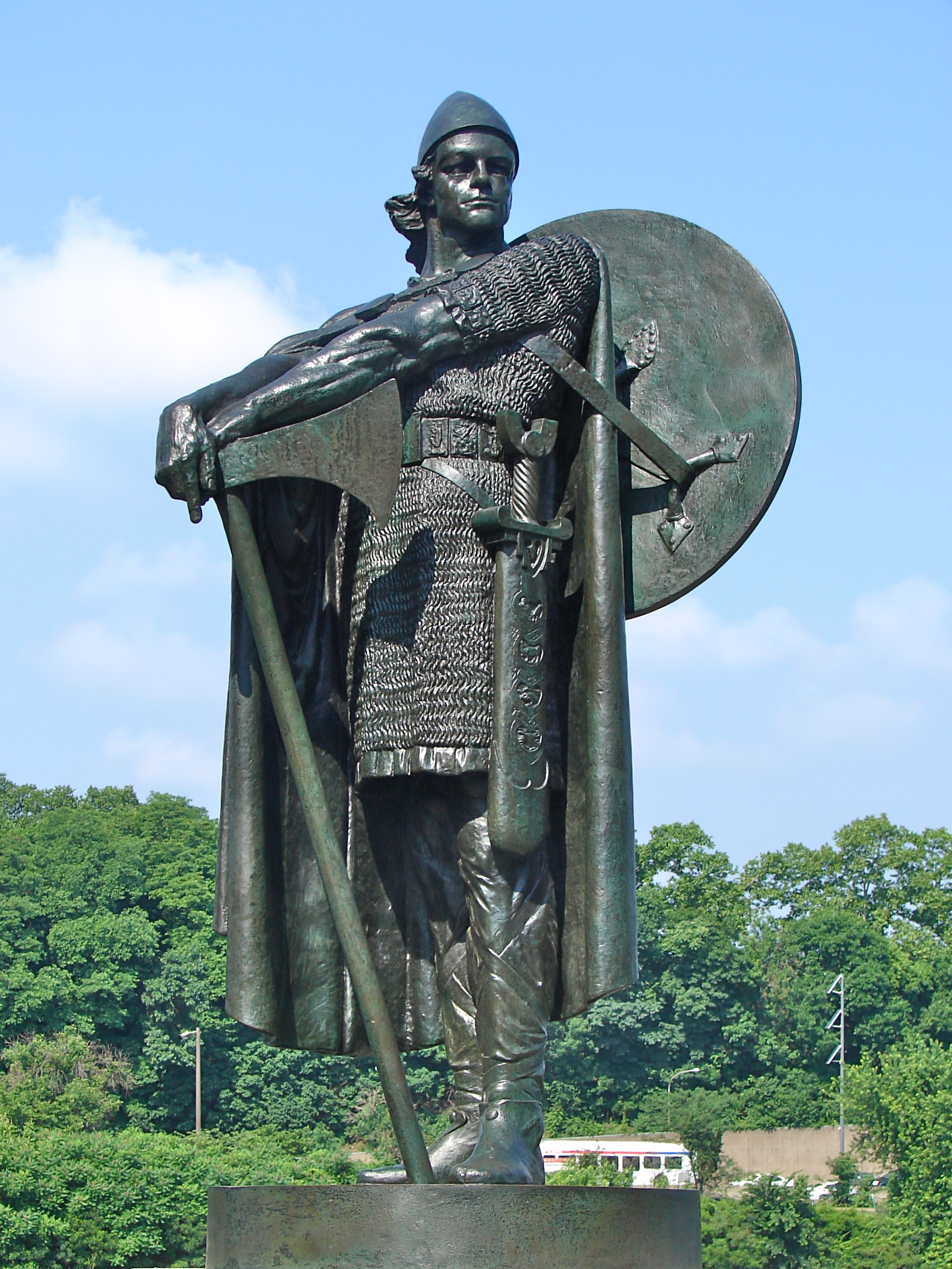
تندیس تورفین کارلسفنی توسط اینار جانسون در فیلادلفیا

تورفین کارلسفنی (Old Norse: Þorfinnr karlsefni ðrðarson، ایسلندی: Þorfinnur karlsefni ðrðarson) کاوشگر ایسلندی بود که در حدود سال ۱۰۱۰ میلادی، با پیگیری مسیر لیف اریکسون به وینلند، تلاش کرد تا در وینلند با کمک همسرش گود Gudrid Thorbjarnardóttir و یارانش سکونت گاهی دائمی ایجاد کنند.

## ریشه نام
نام کارلسفنی به معنای «ساخت انسان» مطابق پیشگفتار مگنوس مگنوسون و هرمان پالسون است، اگرچه فرهنگ لغت Cleasby-Vigfusson آن را «مرد کامل» می‌نامد، جای دیگر به عنوان «یک مرد واقعی» یا «مرد تمام عیار» توضیح داده شده‌است

## تاریخ
شرح حال تورفین در سرگذشت نامه‌های حماسه گرینلندر (حماسه Greenlanders) و حماسه اریک سرخ (حماسه Eiríks rauða), که با هم تحت عنوان حماسه وینلند، نامیده می‌شوند، آورده شده‌است اما در جزئیات تفاوت‌هایی دارد.

### گرینلند
تورفین کارلسفنی در گرینلند (گودرید توربیارناردوتیر ، گودرید ثوربیارناردوتیر) با زن بیوه ای به نام تورشتاین ایریکسون آشنا شد و با او ازدواج کرد. او تحت مراقبت برادرش لیف اریکسون، در برتهالید سمت شیب دار، مقر اریک سرخ در گرینلند، اقامت داشت.

### وینلند
تورفین کارلسفنی به تصمیم مهمی برای رفتن به وینلند (زبان نورسی و ایسلندی Vínland) رسید که طبق گفته‌های حماسه گرینلندر به اصرار همسرش گودرید اتفاق افتاد؛ و لیف موافقت کرد که خانه‌هایی را که در وینلند ساخته بود قرض دهد، گرچه حاضر به هدایایی از آن نباشد. از جمله سایر مهاجران به وینلند، فرویدیس، خواهر یا خواهر ناتنی لیف اریکسون بود که مطابق حماسه اریک سرخ در سفر کارلسفنی را همراهی کرده اما طبق حماسه گرینلندر خودش رئیس یک گروه اعزامی دیگر بود که همگی در مسیر از بین رفتند.
به گفته حماسه گرینلندر، کارلسفنی با ۶۰ مرد و ۵ زن سفر را شروع کرد و مسیری را رفت که لیف و توروالد ایریکسون طی کردند، طی کردند. در حالی که در حماسه اریک سرخ او سه کشتی با ۱۴۰ مرد را در آنجا گذراند و جزئیات این سفر را شرح داد.
گودرید در تورین، پسری در وینلند به دنیا آورد که او اسنوری نامیده شد، اولین فرزند تبار اروپایی است که در جهان جدید به دنیا آمده‌است و بسیاری از ایسلندی‌ها می‌توانند ریشه‌های خود را ردیابی کنند. محل دقیق مستعمره تورفین ناشناخته است، اما اعتقاد بر این است که به‌طور بالقوه می‌توان اردوگاه نورس کاوش شده در L'Anse aux Meadows، واقع در نیوفاند لند را همان در نظر گرفت.